# Warnikajmy
Warnikajmy (niem. Warnikeim) – osada w Polsce położona w województwie warmińsko-mazurskim, w powiecie kętrzyńskim, w gminie Korsze. Obecnie osada stanowi samodzielne sołectwo.
W latach 1975–1998 miejscowość administracyjnie należała do województwa olsztyńskiego.

## Historia
Pierwotna osada pruska nosiła nazwę Warnicaymis, pochodzącą od imienia pierwszego lokatora. Pierwsza wzmianka o miejscowości pochodzi z 1419 roku (Warnikaym). W późniejszych źródłach pojawiają się też formy: Wernekeim, Wernikaym, Warnkam, Warnkeim. Wieś czynszowa zajmowała 14 włók ziemi i zobowiązana była do świadczeń na rzecz Zakonu Krzyżackiego, w tym wystawienia 4 zbrojnych.
Po wojnie trzynastoletniej wieś przekształcono w majątek szlachecki. W 1526 roku książę Albrecht nadał 12 włók i 13 mórg Sigmundowi Danielowi, byłemu rycerzowi zakonnemu. W 1556 roku Wilhelm von Oppen otrzymał kolejne 20 włók w Warnikajmach oraz wieś Kraskowo, grunty w Równinie i Gudzikach. Otrzymał on także sądownictwo nad poddanymi i obowiązek wystawienia dwóch rycerzy konnych. W 1609 roku synowie Wilhelma sprzedali dobra Zygmuntowi von und zu Egloffstein.
Rodzina von Egloffstein, pochodząca z Frankonii, zarządzała majątkiem przez ponad 200 lat. W 1649 roku Albrecht Ernst założył fundację szpitala w Kętrzynie. W 1666 roku, po podziale dóbr, Warnikajmy przypadły Abrahamowi Albrechtowi von Egloffsteinowi. W 1785 roku majątek liczył 12 domów, a właścicielem był generał major Otto Friedrich von Egloffstein, który wraz z bratem otrzymał w 1786 roku tytuł hrabiowski. W 1820 roku było tu 8 domów i 87 mieszkańców.
W 1838 roku Carl August hrabia von Egloffstein sprzedał majątek rotmistrzowi Ernestowi Teodorowi hrabiemu von Borcke. W 1848 roku majątek liczył 126 mieszkańców, a właścicielką była Klara von Borcke, późniejsza żona generała Ottona von Below. Rodzina von Below rezydująca w Poczdamie zarządzała majątkiem przez wyznaczonych administratorów.
Na przełomie XIX i XX wieku właścicielką została Klara von Braun (z d. von Below), żona barona Juliusza von Brauna – starosty powiatu Gerdauen (ob. Żeleznodorożnyj). Rozpoczęto modernizację majątku, m.in. meliorację łąk, hodowlę owiec i bydła, budowę cegielni i kompleksu zabudowań w stylu „małego Malborka”. Projektantem był znany architekt Paul Engler. W skład zespołu wchodziły m.in. stajnie, obory, kuźnia, chłodnia w baszcie, pompownia oraz reprezentacyjny dom mieszkalny ukończony w 1924 roku.
Zabudowania zyskały sławę jako przykład stylizowanej architektury inspirowanej zamkami krzyżackimi. Niestety w 1934 roku cały kompleks został rozebrany z powodu wysokich kosztów utrzymania, mimo protestów baronowej Klary von Braun i konserwatora zabytków.
Warnikajmy miały też pośredni związek z historią techniki – częstym gościem był Wernher von Braun, twórca rakiet V-2 i późniejszy współtwórca amerykańskiego programu Apollo.
W 1930 roku majątek przeszedł w ręce Wschodniopruskiego Towarzystwa Ziemskiego. W 1928 roku wieś liczyła 195 mieszkańców. Po 1945 roku utworzono tu PGR, a od 1961 roku obszar ten wchodził w skład Kombinatu PGR Garbno (pow. 5922 ha). W latach 90. majątek dzierżawił prywatny przedsiębiorca z Warszawy, a w 2003 roku teren kupiła firma Wipasz z Olsztyna. Część mieszkań została sprywatyzowana.
W 2005 roku wieś liczyła 139 mieszkańców i 13 domów (39 mieszkań).

## Zabytki
Neogotycki folwark, którego zabudowa pochodzi z początku XX w. Został upodobniony do warownego przedzamcza z wieżą bramną, krużgankami od strony dziedzińca oraz basztami. Do lat 30. XX wieku folwark przylegał do neogotyckiego zamku z donżonem, który został zlicytowany za długi właścicieli i rozebrany dla pozyskania cegły.

## Cmentarz
Na północ od zabudowań folwarcznych znajduje się dawny cmentarz, założony na prostokątnym planie, otoczony klonami. Obecnie jest zdewastowany i zarośnięty. Zachowało się około 10 cementowych obramowań grobów, chociaż wcześniej widoczne były także metalowe krzyże.

## Ochrona przyrody
Wschodnia część osady wchodzi w skład Obszaru Chronionego Krajobrazu Doliny Rzeki Guber.